# Blackhat
Blackhat is een Amerikaanse actie-thriller uit 2015, die geregisseerd is door Michael Mann en met Chris Hemsworth in de hoofdrol. De film is geproduceerd door Legendary Pictures en gedistribueerd door Universal Pictures. De film ging in première op 8 januari in het TCL Chinese Theatre in Los Angeles.

## Verhaal
Om het hacken van computers te bestrijden, werken de Amerikaanse en Chinese autoriteiten samen. Ze proberen de samenzwering van het wereldwijde netwerk van cybercriminaliteit op te rollen. De geniale ex hacker Nicholas Hathaway helpt mee aan deze missie. Deze zoektocht leidt van Chicago naar Hong Kong.

## Rolverdeling
| Acteur                | Personage         |
| --------------------- | ----------------- |
| Chris Hemsworth       | Nicholas Hathaway |
| Wang Lee-Hom          | Chen Dawai        |
| Tang Wei              | Chen Lien         |
| Viola Davis           | Carol Barrett     |
| Ritchie Coster        | Elias Kassar      |
| Holt McCallany        | Mark Jessup       |
| Andy On               | Alex Trang        |
| Yorick van Wageningen | Sadak             |
| William Mapother      | Rich Donahue      |
| Jason Butler Harner   | George Reinker    |
| Manny Montana         | Alonzo Reyes      |
| Archie Kao            | Shum              |
| John Ortiz            | Henry Pollack     |
| Christian Borle       | Jeff Robichaud    |

## Productie
De werktitel van de film was Cyber, maar in juli 2014 werd die veranderd in Blackhat. De opnames begonnen op 17 mei 2013 en vonden plaats in Los Angeles, Hongkong, Kuala Lumpur en Jakarta. De eerste officiële trailer werd op 25 september 2014 uitgebracht.
In Nederland werd de film op 22 januari 2015 uitgebracht in de bioscoop. In België verscheen de film niet in de bioscoopzalen, maar had zijn première als direct op dvd.